# Bergantín

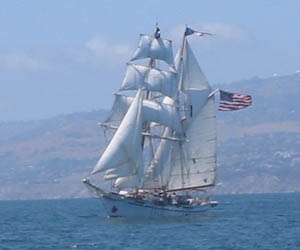
El bergantín-goleta Irving Johnson.

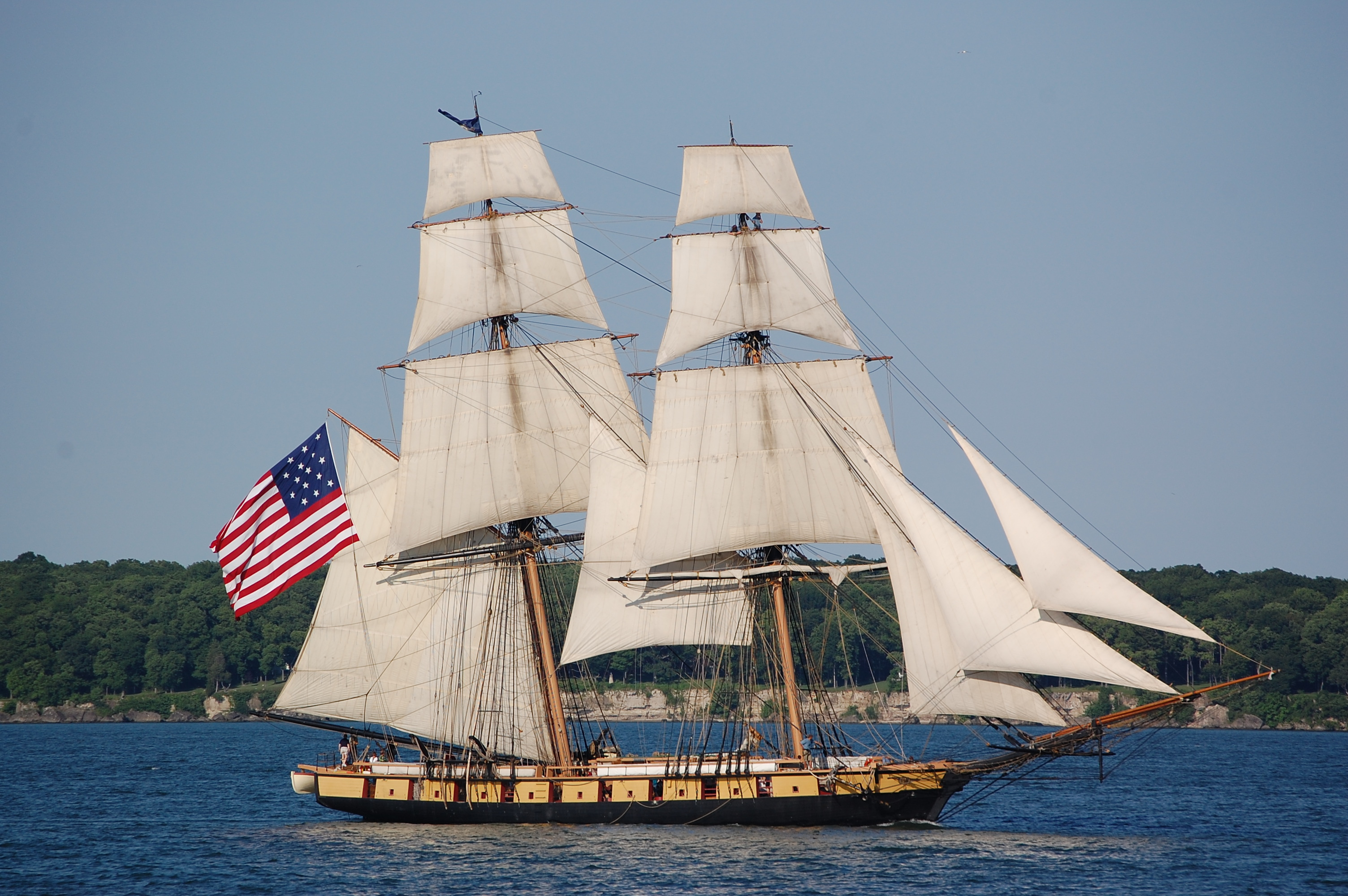
El bergantín USS Niagara.

El bergantín es una embarcación de dos palos, el mayor y el trinquete, con bauprés y velas cuadras. Por vela mayor tiene una gran cangreja y, a veces otra mayor redonda. En este caso se denomina bergantín redondo (brig en inglés). Se utilizaba para la vigilancia de costas, transporte, correos, aviso y realización de acciones de combate. Se caracterizaba por su equilibrio entre su poder de destrucción y su gran velocidad, agilidad en la maniobra y adecuación para el transporte. Históricamente, tenía cabida para un centenar de hombres y podía llevar hasta 24 piezas de artillería; además desplazaba hasta 150 toneladas. Podía navegar en diversas condiciones.

## Historia

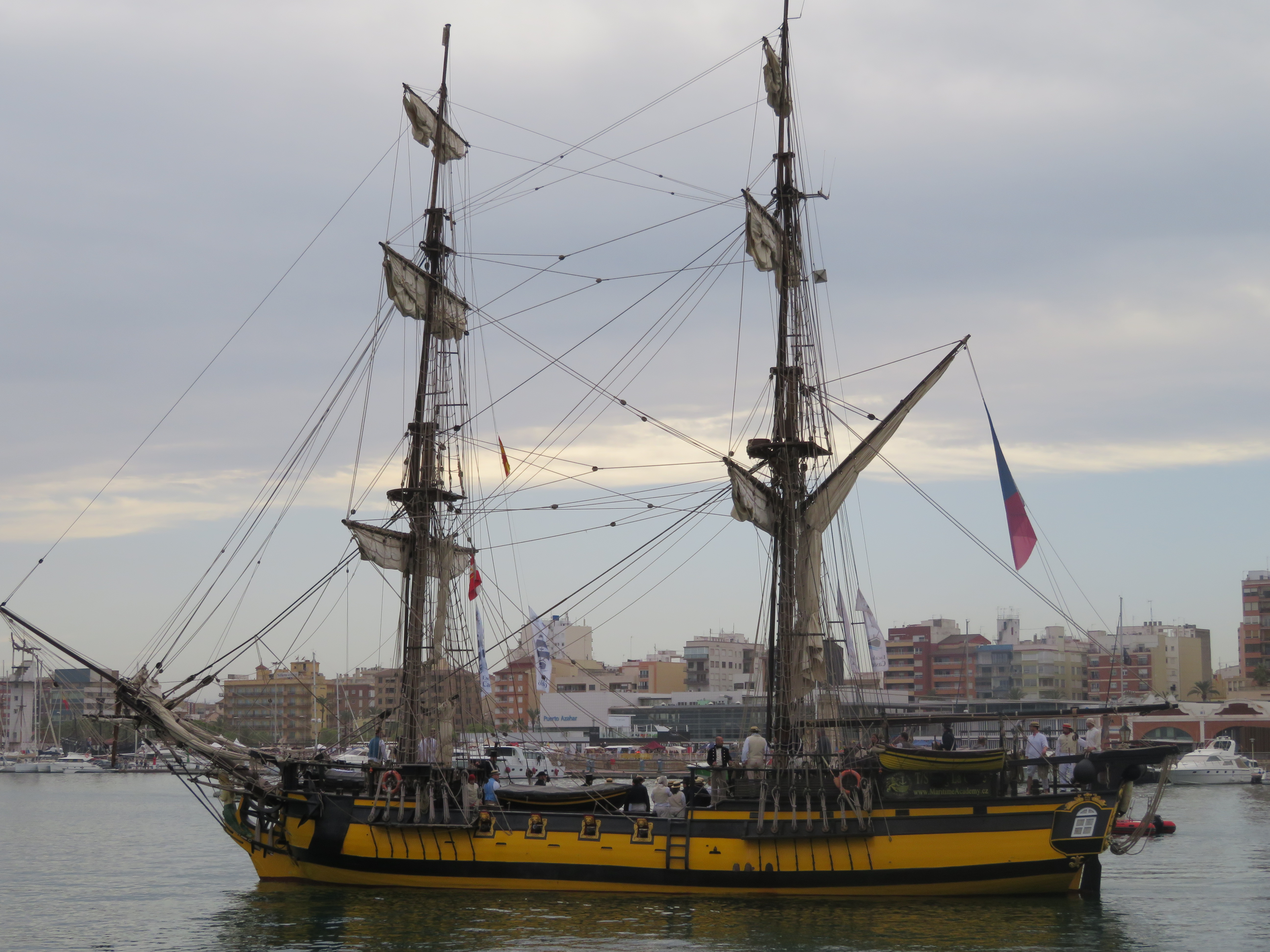
Bergantín La Grace.

La embarcación de guerra llamada bergantín apareció originalmente en el siglo XIII en el mar Mediterráneo, y se refería a un buque de guerra impulsado por velas latinas y remos. Debido a su velocidad y maniobrabilidad era uno de los buques favoritos de los piratas del Mediterráneo, y a eso debe su nombre, derivado de brigante (bandido).
El bergantín moderno fue una adaptación sin remos del bergantín mediterráneo, aparecido durante el siglo XVII, que se empleó de forma generalizada hasta el siglo XIX. Se caracterizó por la gran superficie de velamen que era capaz de desplegar para su desplazamiento, que llegaba hasta 600 t, la rapidez, agilidad en la maniobra y adecuación para el transporte. Los bergantines se emplearon, principalmente, para el tráfico mercante, pero también como buques corsarios debido a que su gran velocidad les permitía escapar de navíos y fragatas y dar alcance a cualquier transporte; por ello se convirtió en uno de los más apreciados por los piratas. Por esta razón, las armadas incorporaron a sus flotas el bergantín haciéndole portar hasta una docena de piezas de artillería en cubierta para tareas de exploración y lucha contra la piratería.

## Derivados del bergantín

### Bergantín-goleta
En náutica, el bergantín goleta es una embarcación a vela, hecha de madera, de dos o más palos. Como su nombre indica, es parte bergantín y parte goleta. De dos palos (ing. Schooner brig), de más palos (ing. Barquentine, Schooner barque).
La parte de bergantín: el trinquete (primer palo) formado por tres piezas (mástil, mastelero, mastelerillo) esta aparejado con velas cuadras.
La parte de goleta: el palo principal, mecena, etc (segundo, tercero, etc. palo) formados por dos piezas (mástil, mastelero) están aparejados cada uno con una vela cangreja y sobre esta, una vela escandalosa.

### Bricbarca
La bricbarca, también llamada brick-barca, bergantín-barca o simplemente barca (barque en inglés), es tradicionalmente un barco de tres palos. 
Su aparejo está formado por velas cuadras en los dos primeros palos, llamados trinquete y mayor, al estilo del bergantín o de la fragata; es decir, con velas dispuestas en los palos colgando de vergas transversales respecto al eje longitudinal de la nave (el que va desde la proa hasta la popa). Con su característica distintiva de tener un tercer mástil, el de mesana, con velas cangreja y escandalosa. Las bricbarcas podían tener cuatro o más palos; esto es, al centro se tenían dos o tres palos mayores, pero siempre solo el último (de mesana) era el de velas cangreja y escandalosa.